# أمر تنفيذي

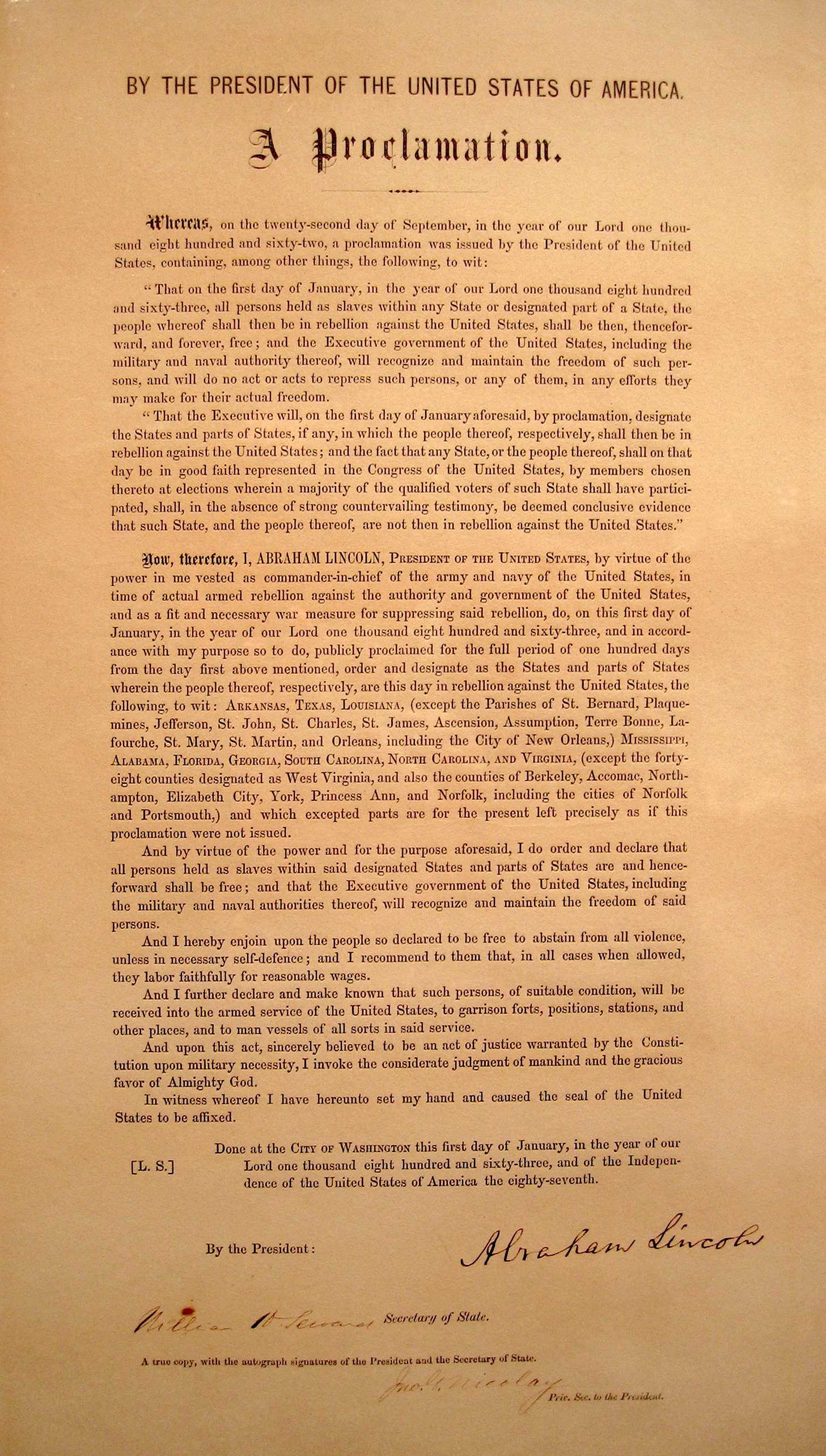

الأمر التنفيذي أو (بالإنجليزية: Executive Order) هو المرسوم الرئاسي المكتوب بيد رئيس الولايات المتحدة (قمة هرم المؤسسة التنفيذية الأمريكية).

## الأوامر التنفيذية لحكام الولايات
باستطاعة حكام الولايات أيضا اتخاذ أوامر تنفيذية ولكنها تخلو من قوة القانون.